# Ambasciata del Regno Unito in Italia
L'Ambasciata del Regno Unito a Roma è la principale missione diplomatica del Regno Unito nella Repubblica Italiana ed in quella di San Marino. Si trova in via XX Settembre nel Municipio I. L'attuale ambasciatore britannico in Italia è Edward Llewellyn. L'ambasciata britannica presso la Santa Sede si trova in un edificio separato all'interno dello stesso complesso.

## L'ambasciata
L'edificio dell'ambasciata a Porta Pia di Roma fu progettato dall'architetto britannico Sir Basil Spence ed inaugurato nel 1971. Ha sostituito il complesso seicentesco di Villa Costaguti poi Torlonia, sito nello stesso luogo acquistato dal governo britannico nel XIX secolo, che era stato gravemente danneggiato in un attacco terroristico nel 1946.
La residenza dell'ambasciatore, nella zona di San Giovanni a Roma, era originariamente di proprietà di una principessa russa espatriata, Zinaida Volkonskaja. Fu messa a disposizione del governo britannico dal governo italiano dopo il bombardamento dell'edificio di Porta Pia, e lì si trovavano gli uffici durante la progettazione e la costruzione della nuova ambasciata. Fu formalmente acquistato dal Regno Unito nel 1951.
Oltre all'ambasciata, in Italia si trova anche un Consolato generale britannico a Milano. L'Ambasciata rappresenta anche i territori britannici d'oltremare in Italia.